# Pilgerfahrt im Geiste
Als Pilgerfahrt im Geiste wird eine spätmittelalterliche Frömmigkeitspraxis bezeichnet, bei der Ordensleute oder Laien in ihrer Vorstellung eine Pilgerreise zu einem der bedeutenden Wallfahrtsmittelpunkte (vor allem Jerusalem oder Rom) nachvollzogen. Vielfach wurden für diese Frömmigkeitsübung, die sich in der Regel tageweise an dem Ablauf der Pilgerfahrt orientierte, Ablässe gewährt. Pilgerreiseandachten konnten sowohl zu mehreren, etwa von einem Konvent, als auch einzeln vollzogen werden.
Der berühmteste in diesem Zusammenhang entstandene Text ist die deutschsprachige Schrift des Ulmer Dominikaners Felix Fabri Die Sionspilger, eine Zusammenfassung seines Pilgerreiseberichts ins Heilige Land, der es schwäbischen Dominikanerinnen ermöglichen sollte, die Wallfahrt in der Heimat nachzuvollziehen (herausgegeben 1999 von Wieland Carls). Ein knappes Beispiel ist die Geistliche Meerfahrt der Margaretha Ursula von Masmünster. 